# Nanofiltrazione delle acque reflue
La nanofiltrazione delle acque reflue è un processo di rimozione dei solidi sospesi in un fluido contaminato, realizzata mediante passaggio del fluido attraverso un mezzo impermeabile al solido con pori che misurano circa 0.001 µm.
Per far passare l'acqua attraverso questi pori è richiesta una pressione
operativa modesta, ma più alta di quella necessaria per la microfiltrazione (MF) o ultrafiltrazione (UF).
Tale membrana trattiene una frazione significativa del carico ionico dell'acqua e le molecole solubili aventi dimensioni fino a 5 Å.
Questo sistema può rimuovere tutte le cisti, batteri, virus e materiale umico. Si ottiene una eccellente protezione dalla formazione di DBP aggiungendo il disinfettante dopo la filtrazione a membrana.
Tuttavia, l'acqua prodotta può essere corrosiva a causa della proprietà delle
membrane per NF di rimuovere l'alcalinità e sarà necessario
trattare l'acqua dopo la filtrazione per ripristinarne le caratteristiche
fisiche originali (es. aggiunta di alcalinità).

## Applicazioni
La nanofiltrazione è una tecnica di filtrazione innovativa che si applica nell'ambito del trattamento fisico-chimico per:
- Addolcimento
- Parziale diminuzione dei nitrati e del contenuto salino contenuto nell'acqua[1].
- Disinfezione